# Józef Lipski
Józef Lipski (5. července 1894, Breslau – 1. prosince 1958, Washington, D.C.) byl polský politik a diplomat.

## Život
Do diplomatických služeb vstoupil v roce 1919, mezi lety 1933 a 1939 byl polským vyslancem v Německu. 26. ledna 1934 podepsal s Konstantinem von Neurath Německo-polský pakt o neútočení.

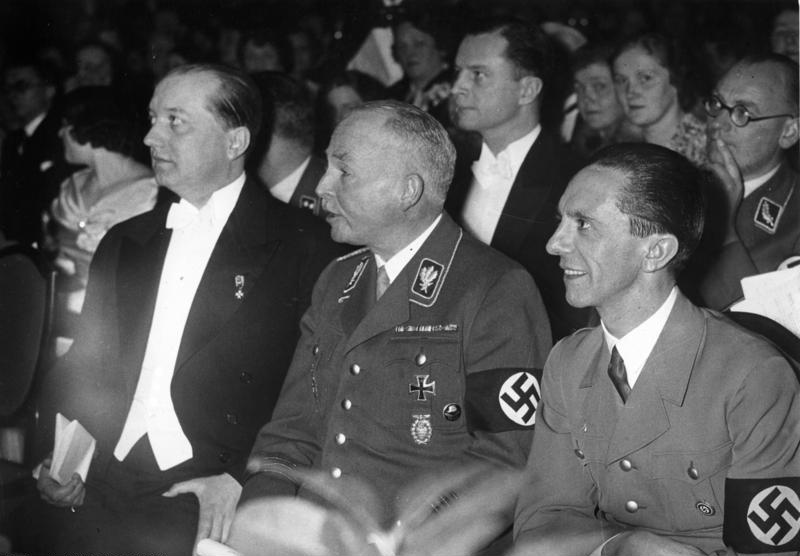
Józef Lipski (vlevo) vedle Carla Eduarda von Sachsen-Coburg und Gotha (uprostřed) a Josepha Goebbelse (1935)